# Williams FW46
Chronologie des modèles (2024)
Williams FW45 Williams FW47
La Williams FW46 est la monoplace de Formule 1 engagée par l'écurie britannique Williams F1 Team dans le cadre du championnat du monde de Formule 1 2024. Elle est pilotée, en début de saison, par l'Américain Logan Sargeant et le Thaïlandais Alexander Albon ; à partir du Grand Prix d'Italie, l'Argentin Franco Colapinto remplace Sargeant.

## Présentation
Le 5 février 2024, Williams présente la livrée de la FW46, la nouvelle monoplace n'étant dévoilée que lors des premiers essais. 
Après le Grand Prix des Pays-Bas et une longue série de mauvaises performances de Sargeant, Williams annonce son remplacement par l'Argentin Franco Colapinto dès le Grand Prix d'Italie,.

## Résultats en championnat du monde de Formule 1
| Saison | Écurie          | Moteur                                                  | Pneus   | Pilotes          | Courses | Courses | Courses | Courses | Courses | Courses | Courses | Courses | Courses | Courses | Courses | Courses | Courses | Courses | Courses | Courses | Courses | Courses | Courses | Courses | Courses | Courses | Courses | Courses | Points inscrits | Classement |
| Saison | Écurie          | Moteur                                                  | Pneus   | Pilotes          | 1       | 2       | 3       | 4       | 5       | 6       | 7       | 8       | 9       | 10      | 11      | 12      | 13      | 14      | 15      | 16      | 17      | 18      | 19      | 20      | 21      | 22      | 23      | 24      | Points inscrits | Classement |
| ------ | --------------- | ------------------------------------------------------- | ------- | ---------------- | ------- | ------- | ------- | ------- | ------- | ------- | ------- | ------- | ------- | ------- | ------- | ------- | ------- | ------- | ------- | ------- | ------- | ------- | ------- | ------- | ------- | ------- | ------- | ------- | --------------- | ---------- |
| 2024   | Williams Racing | Mercedes-AMG V6 turbo hybride F1 M14 E Performance 1.6L | Pirelli |                  | BAH     | SAU     | AUS     | JAP     | CHI     | MIA     | EMI     | MON     | CAN     | ESP     | AUT     | GBR     | HON     | BEL     | P-B     | ITA     | AZE     | SIN     | USA     | MEX     | SAO     | LAS     | QAT     | ABU     | 17              | 9e         |
| 2024   | Williams Racing | Mercedes-AMG V6 turbo hybride F1 M14 E Performance 1.6L | Pirelli | Logan Sargeant   | 20e     | 14e     | Forf.   | 17e     | 17e     | Abd.    | 17e     | 15e     | Abd.    | 20e     | 19e     | 11e     | 17e     | 17e     | 16e     |         |         |         |         |         |         |         |         |         | 17              | 9e         |
| 2024   | Williams Racing | Mercedes-AMG V6 turbo hybride F1 M14 E Performance 1.6L | Pirelli | Alexander Albon  | 15e     | 11e     | 11e     | Abd.    | 12e     | 18e     | Abd.    | 9e      | Abd.    | 18e     | 15e     | 9e      | 14e     | 12e     | 14e     | 9e      | 7e      | Abd.    | 17e     | Abd.    | Forf.   | Abd.    | 15e     | 11e     | 17              | 9e         |
| 2024   | Williams Racing | Mercedes-AMG V6 turbo hybride F1 M14 E Performance 1.6L | Pirelli | Franco Colapinto |         |         |         |         |         |         |         |         |         |         |         |         |         |         |         | 12e     | 8e      | 11e     | 10e     | 12e     | Abd.    | 14e     | Abd.    | Abd.    | 17              | 9e         |

Légende : ici 
- *Le pilote n'a pas terminé la course mais est classé pour avoir parcouru 90% de la distance.